# Parque de Capodimonte
El parque de Capodimonte, antiguamente Real Parco di Capodimonte, es un parque urbano de Nápoles, Italia situado en la zona de Capodimonte, frente al palacio homónimo. En el año 2015 se registraron 974 531 visitantes, que le hacen el séptimo sitio museístico estatal más visitado de Italia.

## Historia

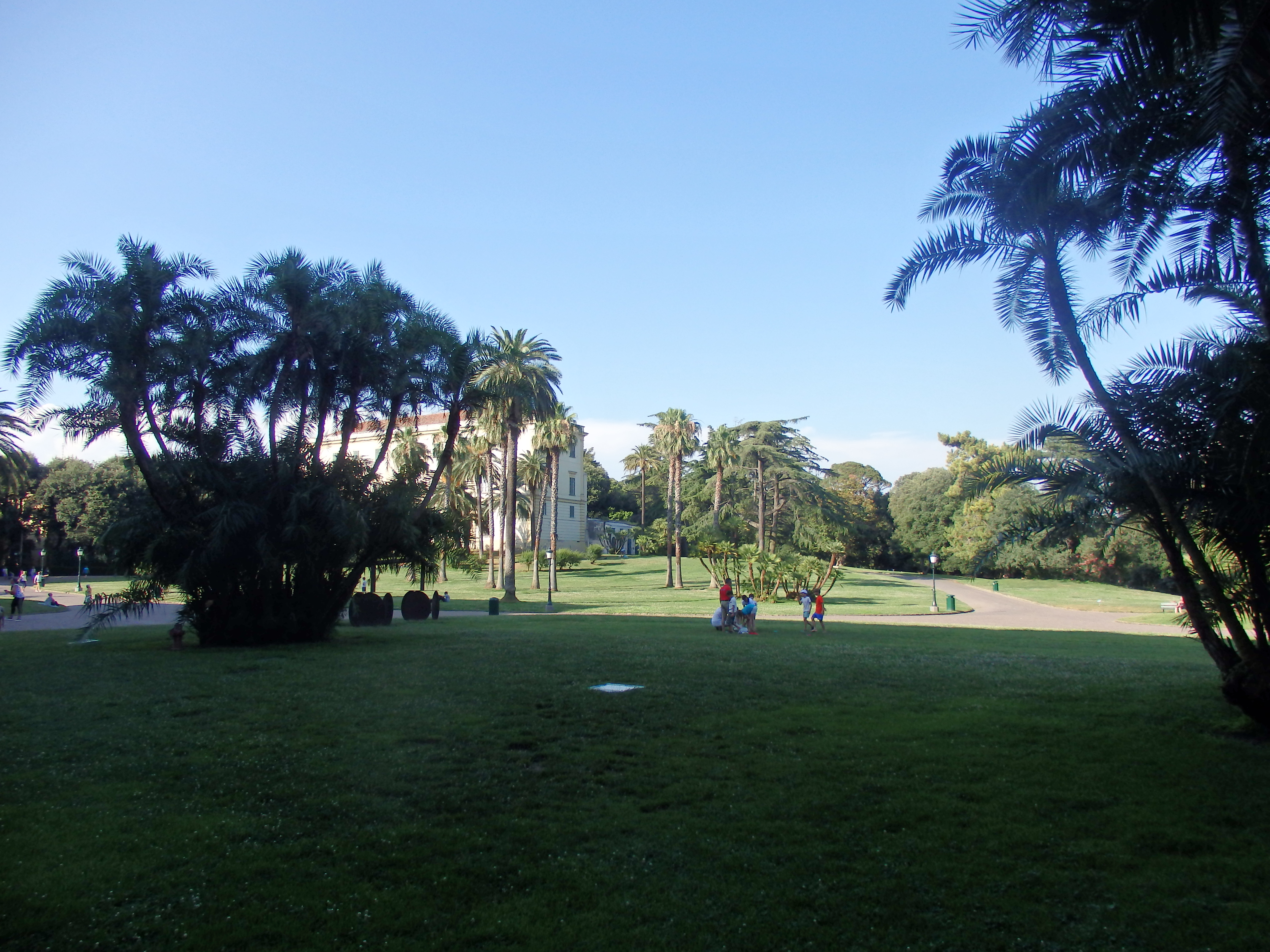
Una vista del parque.

Utilizado desde 1735 por Carlos III de España para cazar, su gran pasión, la realización del parque de Capodimonte se inició en 1742 y se completó en el año siguiente, bajo la dirección del arquitecto Ferdinando Sanfelice: este realizó, en una zona de 124 hectáreas, que incluía el Palacio Real de Capodimonte, entonces en construcción, un parque de gran impacto visual y paisajístico, clásico de la visión ilustrada, pero al mismo tiempo escenográfica, influida por el estilo barroco tardío, con zonas panorámicas gracias a las vistas de Posillipo, la colina de San Martino y el Vesubio; también se restauraron todas las estructuras presentes en el parque, usadas como residencias, iglesias, fábricas y haciendas agrícolas. A partir del retorno al trono del Reino de las Dos Sicilias de Fernando I tras el breve paréntesis del decenio francés, el parque se abrió dos veces al año a todos los ciudadanos, con ocasión de festividades religiosas, para permitir que se alcanzara la ermita de los Capuchinos, situada en los límites del parque. Entre 1836 y 1837 se realizaron obras de remodelación bajo la dirección del botánico Friedrich Dehnhardt, quien introdujo el clásico jardín inglés, en particular en los parterres que rodean el palacio, y plantó nuevas especies de árboles, algunas de las cuales raras y exóticas, como la tuya y el eucalipto; también remodeló los miradores, liberando las vistas del Vesubio y del golfo de Nápoles.

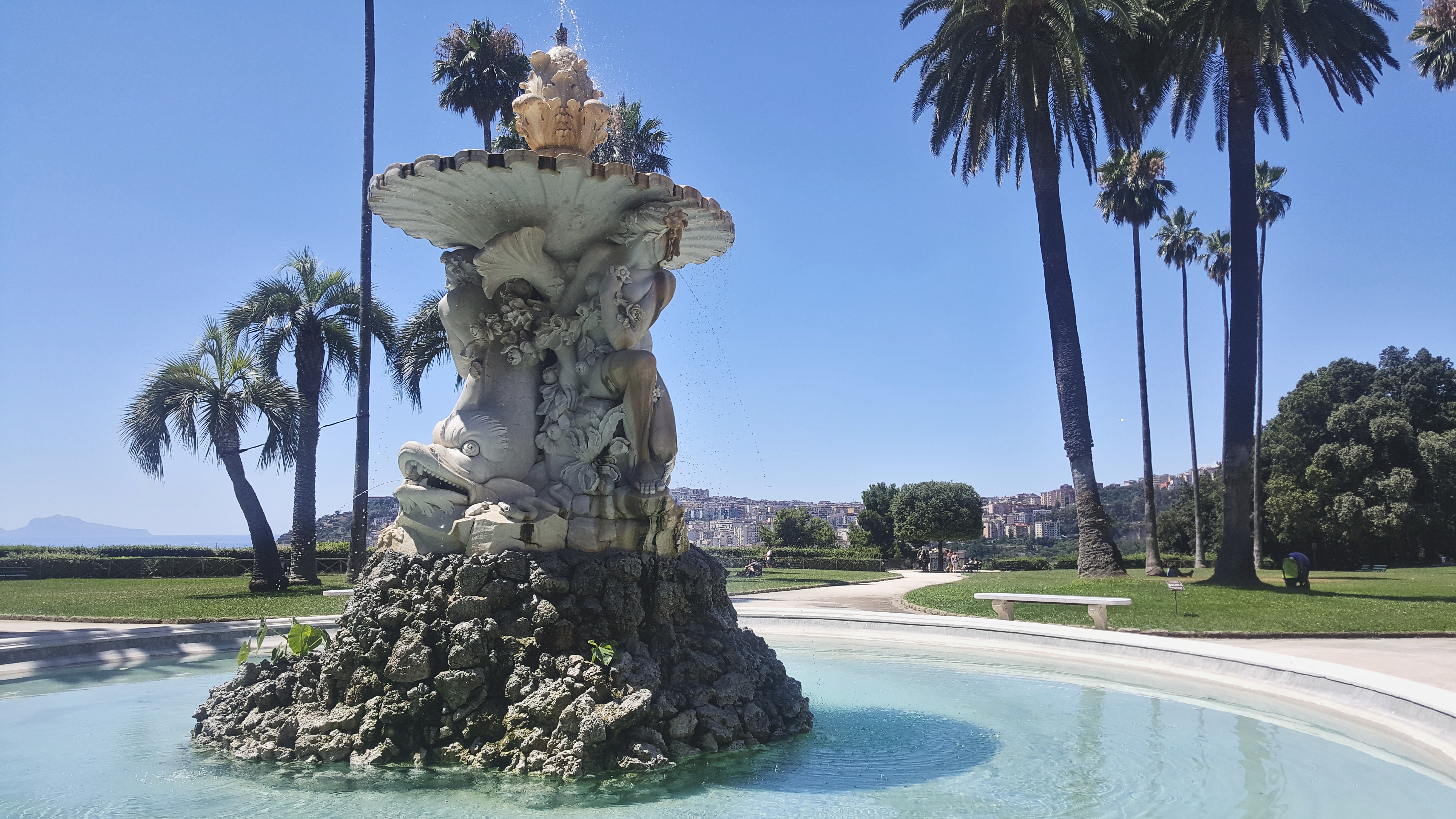
Fontana del Belvedere.

Tras la unificación italiana, los Saboya también utilizaron el parque principalmente para batidas de caza: las novedades más significativas de este período, comprendido entre 1878 y 1900, son la introducción de las palmeras, clásicas del gusto oriental de la época, y la remodelación del mirador con vistas de Nápoles con la creación de una fuente reutilizando las estatuas colocadas anteriormente a lo largo de las avenidas del parque, en particular en la zona del jardín Torre. Fuertemente dañado durante la Segunda Guerra Mundial, entre 1966 y 1967 fue restaurado, con ocasión de la inauguración del Museo Nacional de Capodimonte, y abrió como parque público. Entre 1990 y 2000 se realizaron nuevas intervenciones.

## Descripción

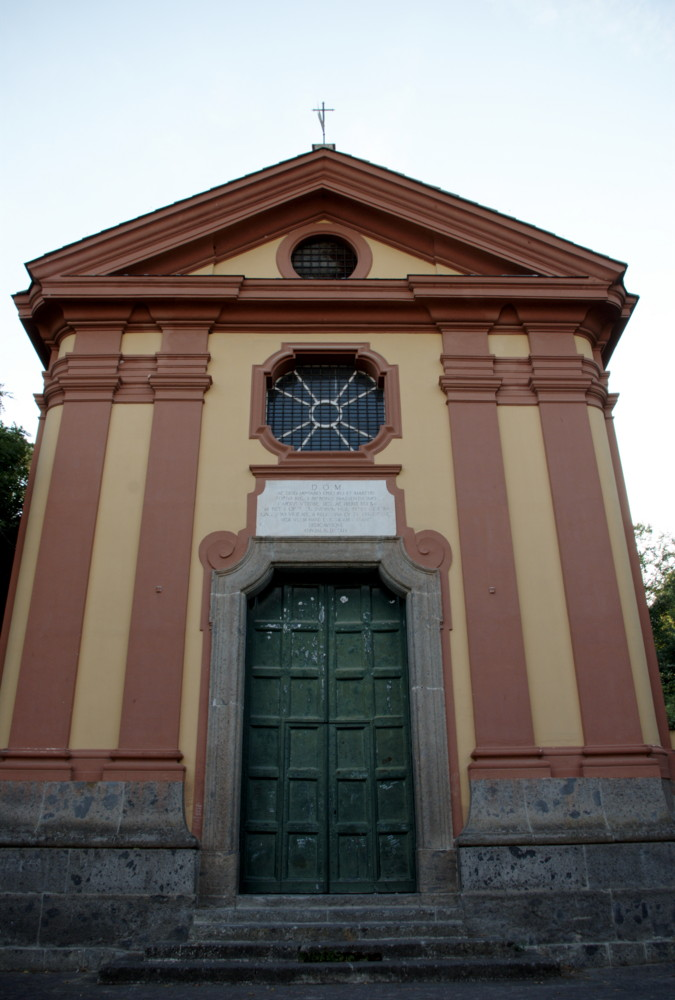
La iglesia de San Jenaro en el interior del parque.

El parque de Capodimonte se extiende por una superficie de 124 hectáreas, protegido en parte por una cinta de murallas realizada en la década de 1820: de la misma época son también dos puertas de entrada, la Porta Grande, a lo largo de la via Ponti Rossi, con dos garitas de guardia laterales, y la Porta Piccola, con las garitas construidas en 1835 y alterada fuertemente con el paso del tiempo; en 1816 se añadió una tercera puerta, llamada Porta Caccetta, que fue ampliada en 1834, demolida a mediados del siglo XX y reconstruida a principios de los años 2000. Antes del acceso al núcleo central del parque se pasa por delante de los jardines del palacio real, llamados así porque se sitúan alrededor del palacio que alberga el museo de Capodimonte, y también son designados con el nombre de Spianato: se trata de amplios parterres de pradera, realizados a finales del siglo XVIII, enriquecidos posteriormente a partir de finales del siglo XIX con palmeras canarias, Washingtonia, grupos de Phoenix reclinata, palmitos, palmeras sago y palmeras de abanico; sin embargo, se han perdido los ribetes de los parterres hechos con flores, en particular rosas.
El acceso al parque propiamente dicho, donde se desarrolla el bosque, se realiza por tres puertas: la principal es la Porta di Mezzo, con una puerta de hierro batido considerada uno de los ejemplos más elegantes del rococó napolitano, completada en 1736 y decorada originalmente con escudos y efigies borbónicas, además de estar flanqueada por cuerpos de guardia y una casa para el cuidador, iniciados por Antonio Canevari y terminados por Ferdinando Fuga; la Porta di Miano, realizada entre 1837 y 1840; y la Porta di Santa Maria dei Monti, construida a finales del siglo XVIII o por los franceses, posteriormente abandonada y llamada así debido a un antiguo monasterio situado en los alrededores. En el parque se cuentan más de cuatrocientas variedades de árboles seculares como robles, encinas, olmos, tilos y castaños: junto a estas, antiguamente había cultivos de árboles frutales, en especial cítricos. Además, cuando la zona estaba dedicada a reserva de caza real, se encontraban tórtolas, currucas, tordos, faisanes de importación bohema, liebres, conejos y ciervos.

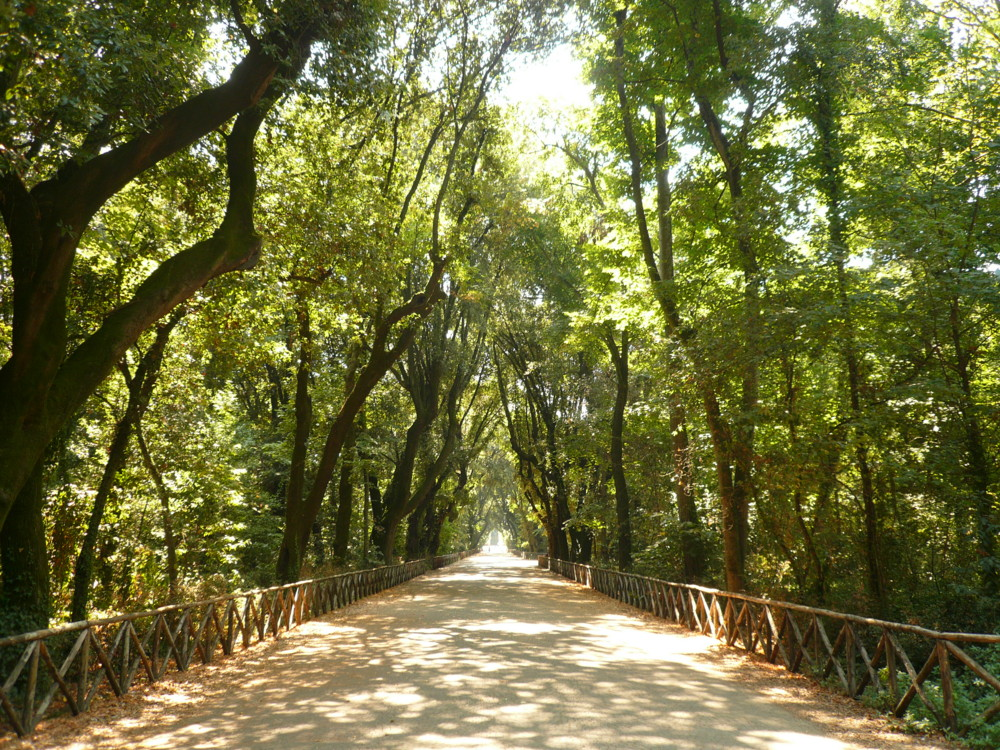
El viale di mezzo.

Superada la Porta di Mezzo se accede a una explanada con forma elíptica desde la que salen cinco avenidas, decoradas originalmente con bancos, ruinas falsas, como el llamado Grottino in opus listatum, y estatuas, algunas colocadas por Ferdinando Fuga, perdidas en gran parte: entre las pocas que se conservan están la estatua del Gigante, realizada con fragmentos de mármol antiguo, y los Meses. De las cinco avenidas, la central, llamada también viale di Mezzo, tiene una longitud de 125 metros y está rodeada por encinas, las cuales, mediante la poda de sus ramas, forman una especie de galería; además, desde cada avenida se desvían numerosos senderos que se adentran en el bosque.

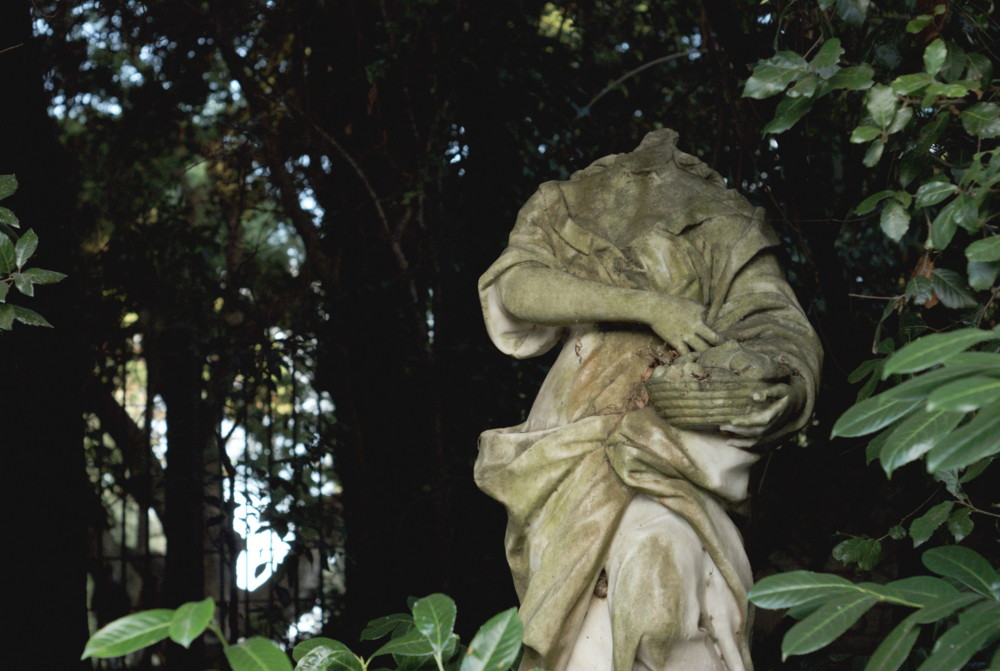
Una estatua en el parque.

En el interior del parque se encuentran varios edificios utilizados a lo largo de la historia para los motivos más variados: el Casino dei Principi, que fue en 1826 la residencia de los hijos de Francisco I de las Dos Sicilias; la Real Fábrica de Porcelana, restaurada por Ferdinando Sanfelice en 1743 y convertida posteriormente en sede de un instituto profesional para la fabricación de la cerámica; la iglesia de san Jenaro, construida en 1745 para todos los habitantes del parque por órdenes de Carlos de Borbón; la ermita de los Capuchinos, construida entre 1817 y 1819 en estilo neogótico como voto por parte de Fernando por la reconquista del reino tras la invasión francesa; el Casino della Regina, originalmente lugar de reposo durante las batidas de caza y donado posteriormente, en torno a 1840, por Fernando II de las Dos Sicilias a su madre María Isabel de Borbón; y el fabbricato Cataneo, utilizado para diferentes funciones hasta convertirse en el lugar donde los operarios recibían las tareas para el cuidado del parque. La mayor parte de estos edificios estaban rodeados, hasta las restauraciones del siglo XIX, por huertos y jardines, de manera que creaba una especie de «jardín de las delicias»; entre los pocos que se conservan está el llamado jardín Torre: restaurado en 1999, se sitúa en la última parte del viale di mezzo y se distinguen en su interior las partes dedicadas a las cultivos de árboles frutales, en especial cítricos, hasta el punto que una zona recibía el nombre de frutería. Otros jardines son la Purpignera, dedicado probablemente a la reproducción de esencias aromáticas, y el llamado «jardín secreto», con un estanque central circular, en el que se cultivaban plantas frutales raras, moreras y piñas. En 2012 se inició un proyecto de restauración del huerto, que se extiende por más de dos mil metros cuadrados, y del pequeño vivero con cultivos típicos de la zona napolitana como el tomate de San Marzano, las alubias de Acerra o la papaccella napolitana. Entre las estructuras dedicadas a la custodia de los animales están los establos, la faisanería, originalmente un almacén de pólvora, la cabrería, la vaquería y varios columbarios para la reproducción de los pájaros, estos últimos en las zonas de los valles.
Son cuatro los valles que rodean el parque: el valle Amendola, dei Cervi, de Miano y de San Gennaro; el último de estos está atravesado por un puente, llamado Ponte dell'Eremo, que tiene una altura de unos veinte metros.